# Cicurina bryantae
Espèce
Cicurina bryantae est une espèce d'araignées aranéomorphes de la famille des Cicurinidae.

## Distribution
Cette espèce est endémique des États-Unis. Elle se rencontre en Caroline du Nord, en Caroline du Sud, en Géorgie, au Tennessee et en Arkansas.

## Description
La femelle holotype mesure 4,10 mm.
La carapace des mâles mesure de 1,78 à 2,45 mm de long sur de 1,38 à 1,73 mm et la carapace des femelles de 1,73 à 2,35 mm de long sur de 1,25 à 1,63 mm.

## Systématique et taxinomie
Cette espèce a été décrite par Exline en 1936.

## Étymologie
Cette espèce est nommée en l'honneur d'Elizabeth Bangs Bryant.

## Publication originale
- Exline, 1936 : « Nearctic spiders of the genus Cicurina Menge. » American Museum novitates, no 850, p. 1-25 (texte intégral).